# Día del Estado de Eslovenia
El Día del Estado (en esloveno: Dan državnosti) es una festividad que ocurre cada 25 de junio en Eslovenia, para conmemorar su declaración de independencia de Yugoslavia en 1991. Aunque la declaración formal de independencia no se produjo hasta el 26 de junio de 1991, se considera que el Día del Estado es el 25 de junio, ya que esa fue la fecha en la que se aprobaron las leyes iniciales relativas a la independencia y Eslovenia se convirtió en país independiente. Esta declaración de independencia desencadenó el inicio de la Guerra de los Diez Días con Yugoslavia, de la cual Eslovenia salió vencedora.
El Día del Estado no debe confundirse con el Día de la Independencia y la Unidad de Eslovenia, que se celebra cada año el 26 de diciembre. Esta celebración existe en honor a la proclamación oficial de los resultados de un referéndum, el 26 de diciembre de 1990. La votación ocurrió tres días antes y los resultados mostraron que el 88,5% de los votantes eslovenos estaban en favor de que Eslovenia se convirtiera en una nación soberana.